# OTU
OTU (Operational Taxonomic Unit)は、近縁な個体をひとまとめに分類するための操作上の単位である。この用語は、1963年にRobert R. SokalとPeter H. A. Sneathによって導入され、この時点ではOTUは単に研究の対象となる生物のグループを意味している。この意味で、OTUは生物を個体の類似性に基づいて分類する実用的な定義であり、古典的なリンネ式分類法や現代的な進化分類法と同等だが、必ずしも一致するとは限らない。
しかし、今日ではOTUという用語は一般に異なる使われ方をしている。この文脈におけるOTUは元々mOTU (molecular OTU) と呼ばれていたもので、特定のマーカー遺伝子のDNA配列類似性によってまとめられる一群の生物種の集合を意味し、この生物の分類群に含まれる生物は未培養や未知のものを含む。言い換えれば、OTUは、目視可能な生物に利用できるような生物学的分類が行えない場合に、微生物などを分類するために用いられる各種分類学的レベルでの「種」の実用的な代用品であると言える。近年においてOTUは最も一般的な多様性の単位であり、特に16S （原核生物の場合）または18S rRNA （真核生物の場合 ）遺伝子配列のデータセットを分析する場合に多用されてきた。
DNA配列は他のDNA配列と互いの類似性に基づいてクラスタリングすることができる。OTUは個々の研究者が設定する類似性の閾値に応じて定義され、一般には97％の類似度を示す配列が同一のOTUに属するものとして扱われる。ただし、100％一致する配列のみを同一のものとして扱うこともあり、これはアンプリコン・シーケンス・バリアントとも呼ばれる。微生物種の系統や生態を、一般的に使用されるこの方法がどれだけうまく再現するかについては議論の余地がある。OTUは、異なるアルゴリズムまたはしきい値を使用する複数の方法で得られるが、Schmidtら (2014) による最近の研究によると、微生物のOTUは一般に、生息環境やOTUの取得におけるクラスタリング手法によらず、生態を矛盾なく反映するとされる。なお、OTUの数はDNAシーケンシングにおけるエラーによって過剰に見積もられる可能性がある。

## 関連文献
- Chen, W.; Zhang, C. K.; Cheng, Y.; Zhang, S.; Zhao, H. (2013). “A comparison of methods for clustering 16S rRNA sequences into OTUs.”. PLOS ONE 8 (8):  e70837. Bibcode: 2013PLoSO...870837C. doi:10.1371/journal.pone.0070837. PMC 3742672. PMID 23967117.